# Palacio de los Luna (Zaragoza)
El palacio de los Luna o palacio de los Condes de Morata de Jalón es conocido por haber sido sede de la Audiencia de Zaragoza, actualmente sede del Tribunal Superior de Justicia de Aragón. Está situado en la Calle Coso n.º 1 de Zaragoza.

## Historia

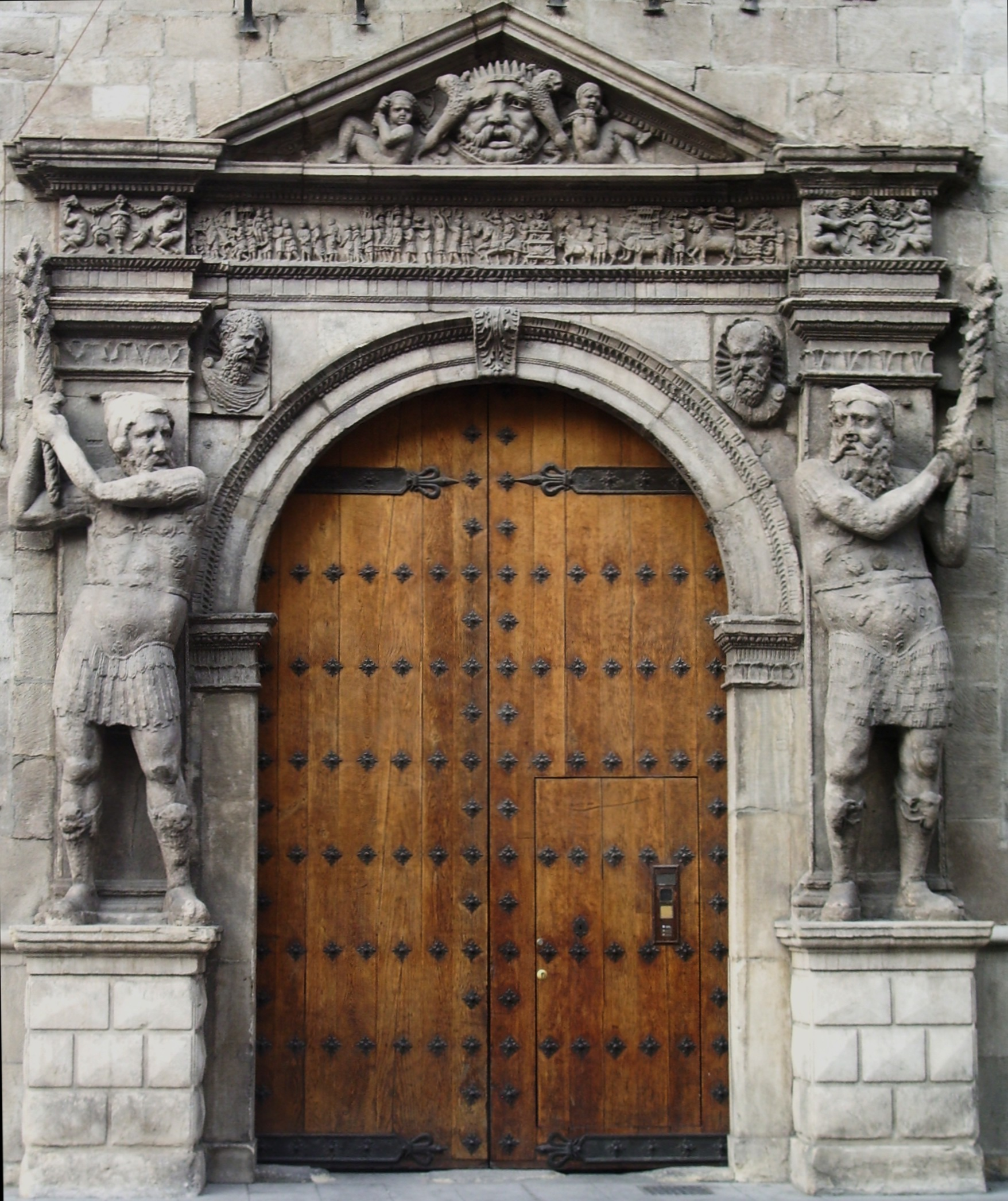
Pórtico de la fachada del palacio de los Luna.

El palacio de los condes de Morata de Jalón, marqueses de Villaverde, condes de Argillo, también llamado palacio de los Luna, es una casa palacio renacentista del siglo XVI construida por orden de Pedro Martínez de Luna y Urrea, primer conde de Morata de Jalón y virrey de Aragón (1539-1554).
El edificio fue diseñado por el arquitecto conocido como Martín de Tudela, o Martín de Gaztelu, que comenzó la construcción en 1551 con ayuda de los canteros Juan de Albístur y Juan de Amezqueta. Las piedras del zócalo provienen de la muralla romana.
El 3 de junio de 1931 fue declarado Monumento Nacional mediante decreto del Ministerio de Instrucción Pública y Bellas Artes.
En 1952 se adaptó para convertirlo en sede de la audiencia territorial siendo el Ministerio de Justicia el actual propietario.
En el Boletín Oficial de Aragón de 22 de mayo de 2002, se «publica la Orden de 29 de abril de 2002, del Departamento de Cultura y Turismo, por la que se completa la declaración originaria de Bien de Interés Cultural de la denominada "La Audiencia" o "Palacio de los Morata o Luna" de Zaragoza, conforme a la Disposición Transitoria Primera de la Ley 3/1999, de 10 de marzo, de Patrimonio Cultural Aragonés.»

## Descripción
En general destaca «la monumentalidad con que fue concebida la casa, el imponente exterior flanqueado por torres y el colosal patio interior, que distinguían cualitativamente a la vivienda entre el resto de las edificaciones urbanas.»
A destacar la portada, un arco de medio punto flanqueada por estatuas de gigantes representando a Hércules (dcha.) y Gerión (izq.), aunque otras fuentes identifican esta segunda figura con Teseo, talladas por Guillaume Brimbez en 1552. El friso muestra una escena de triunfo de César, flanqueado a la derecha por amorcillos y un vaso de la virtud y a la izquierda por dos faunos, sobre el tímpano, Helios con Aurora y la Luna.
El palacio posee un enorme patio central, de cuatro columnas centrales por lado y además de una en cada esquina. La parte superior, formada por una galería cerrada por columnas, presenta medallones con escudos y bustos en su parte exterior.
En referencia a la ubicación de este edificio se numeran las calles de Zaragoza, con los pares a la derecha y los impares a la izquierda.